# Alt Duvenstedt
Alt Duvenstedt (duń. Gammel Duvensted) – miejscowość i gmina w Niemczech, w kraju związkowym Szlezwik-Holsztyn, w powiecie Rendsburg-Eckernförde, wchodzi w skład urzędu Fockbek.